# Assemblée législative du kraï de Krasnoïarsk
IVe législature
no 10 avenue Mira, Maison des Soviets, Krasnoïarsk
L'assemblée législative du kraï de Krasnoïarsk (en russe : Законодательное собрание Красноярского края) est l'organe législatif régional du kraï de Krasnoïarsk en Russie. Le parlement est composé de 52 députés élus pour 5 ans au suffrage universel direct. À la suite des dernières élections en 2021, l'assemblée est dominée par Russie unie.

## Élections

### 2021
| Parti         | Parti                 | %     | Sièges |
| ------------- | --------------------- | ----- | ------ |
|               | Russie unie           | 31.68 | 34     |
|               | KPRF                  | 21.79 | 8      |
|               | LDPR                  | 14.67 | 4      |
|               | Nouvelles personnes   | 7.96  | 2      |
|               | Russie juste          | 7.10  | 1      |
|               | Les Verts             | 5.11  | 1      |
|               | Indépendants          | —     | 2      |
|               |                       |       |        |
|               | RPPSS                 | 4.36  | 0      |
|               | Communistes de Russie | 2.69  | 0      |
|               | Rodina                | 1.29  | 0      |
|               |                       |       |        |
| Participation | Participation         | 40.79 |        |